# Die Fantastischen Vier
Die Fantastischen Vier (oft Fanta 4 abgekürzt) sind eine deutsche Hip-Hop-Gruppe aus Stuttgart. Die Mitglieder sind Michael Bernd Schmidt alias Smudo, Thomas Dürr alias Hausmeister Thomas D und Michael Beck alias Michi Beck bzw. Dee Jot Hausmarke. Produzent ist das vierte Mitglied Andreas Rieke alias And.Ypsilon, Manager der Gruppe ist seit 1989 Andreas Läsker.

## Geschichte

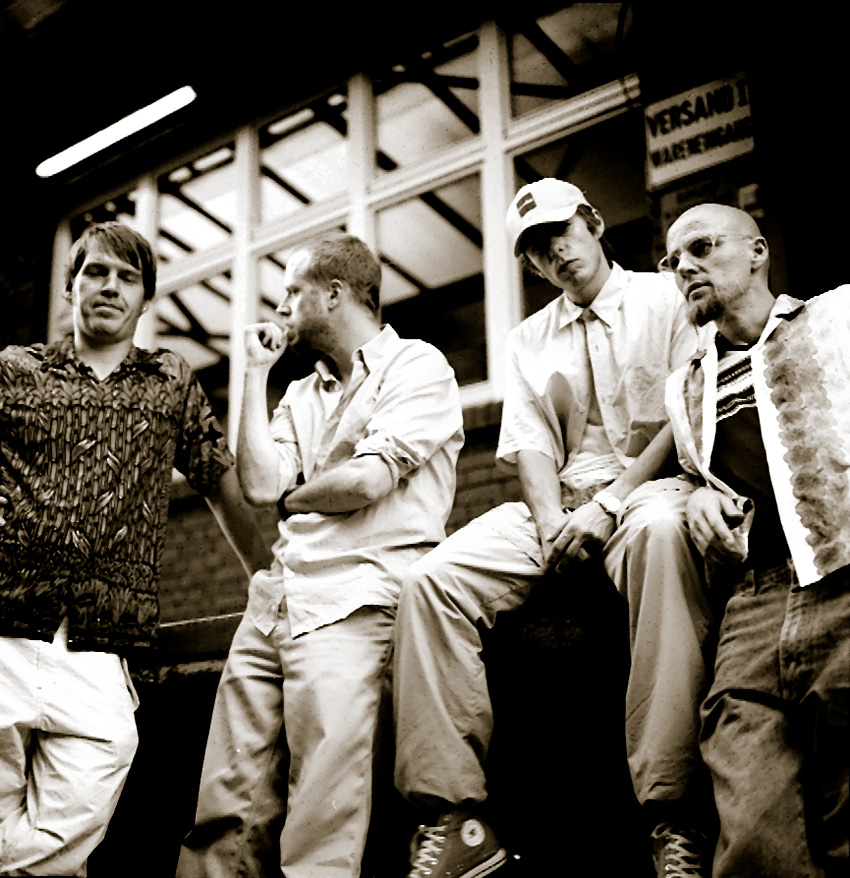
Fanta 4 (1999)

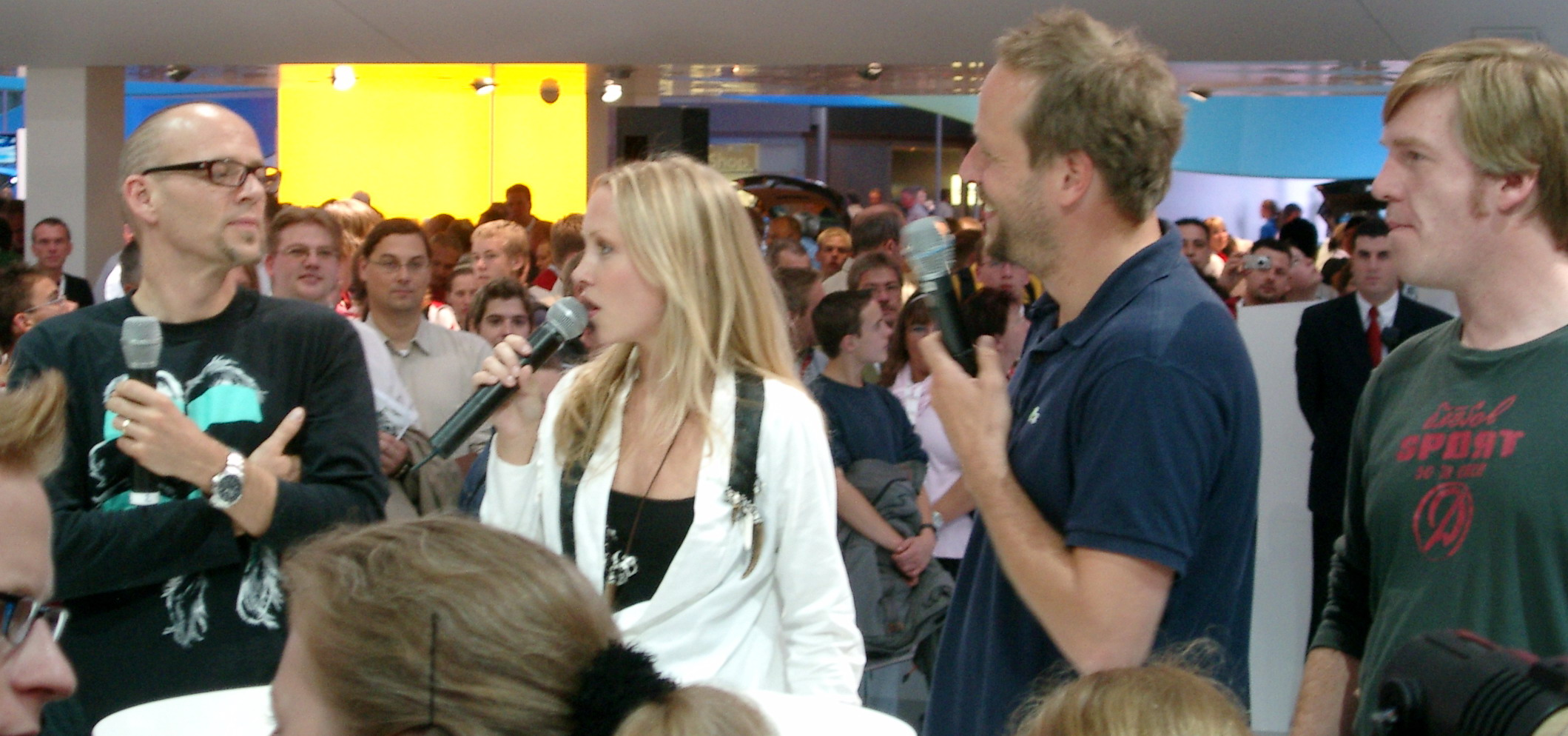
Thomas D, Smudo und And.Ypsilon im Interview mit Janin Reinhardt auf der IAA 2005

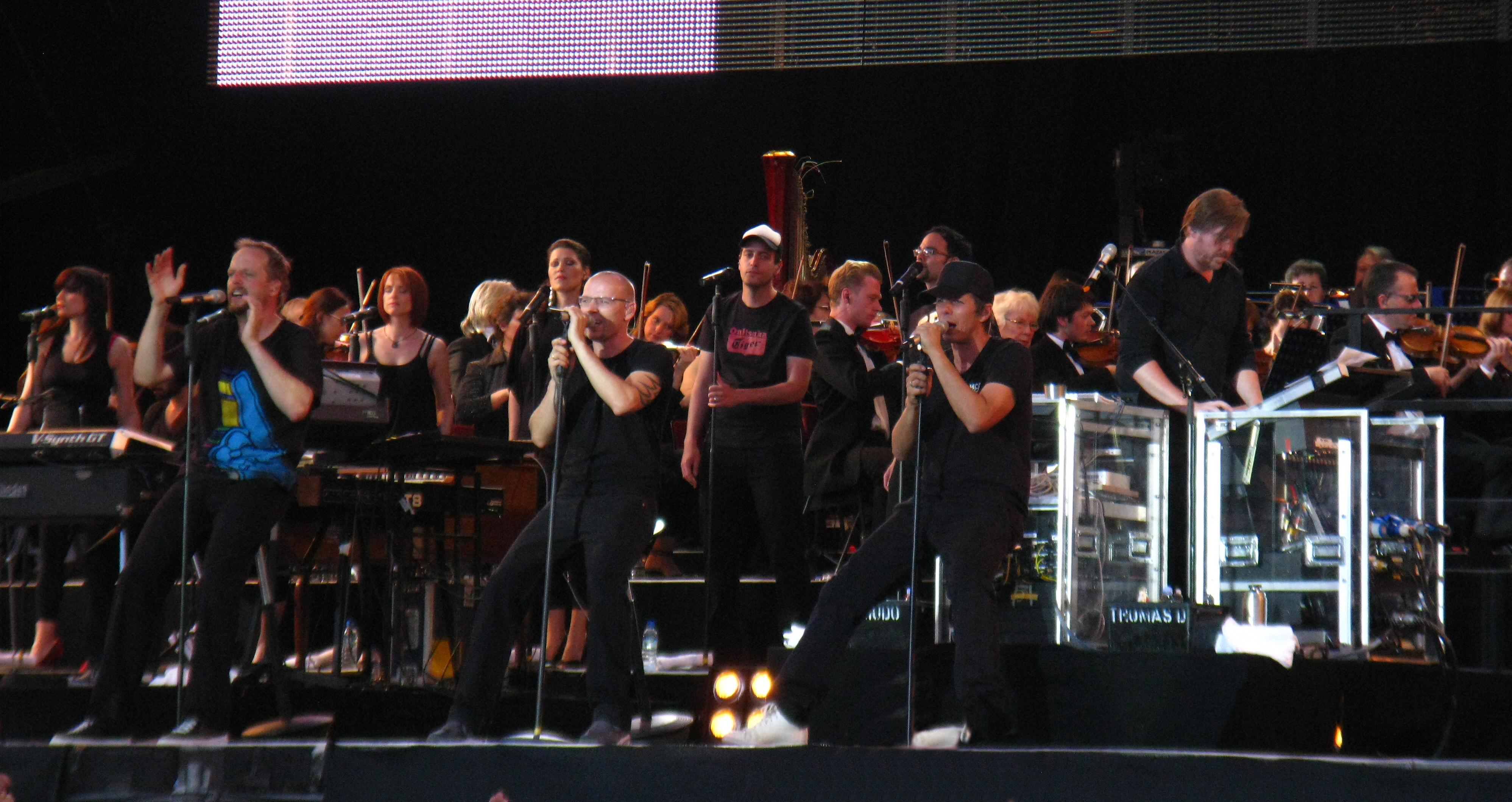
Die Fantastischen Vier beim „Heimspiel“ 2009

Mitte der 1980er Jahre bildeten Michael Bernd Schmidt und Andreas Rieke das „Terminal Team“; 1989 stießen Michael Beck und Thomas Dürr hinzu. Unter dem Namen Die Fantastischen Vier traten die Musiker erstmals am 7. Juli 1989 auf einer selbstgezimmerten Bühne aus Europaletten in einem ehemaligen Kindergarten in Stuttgart-Wangen auf. 1991 erschien ihr Stück Jetzt geht’s ab auf dem ersten deutschen Hip-Hop-Sampler Krauts with Attitude. Sie waren die erste Rap-Formation, die mit „deutschem Sprechgesang“, wie die Fantastischen Vier ihre Musik nennen, bundesweit Schlagzeilen machte.
Zwar gilt die Formation Advanced Chemistry als eine der ersten Gruppen, die Hip-Hop in deutscher Sprache umsetzten; den ersten Charterfolg im Genre Deutschrap hatten jedoch die Fantastischen Vier im Jahr 1992 mit dem Titel Die da!?!, mit dem sie deutschlandweit Aufmerksamkeit erregten und der Popularisierung des Genres maßgeblich den Weg bereiteten. Neben ihren gemeinsamen Alben waren Smudo, Thomas D, Hausmarke und And.Y auch mit Soloprojekten erfolgreich und hatten in den Jahren 1993 und 1994 auf Premiere ihre eigene wöchentlich ausgestrahlte TV-Sendung Die Vierte Dimension, die nach ihrem dritten Album benannt wurde. Das Album Lauschgift von 1995 brachte mit der Auskopplung Sie ist weg die erste Single der Band hervor, die Platz 1 der deutschen Charts erreichte.
Auf der Popkomm 1996 gaben sie die Gründung ihres eigenen Labels Four Music bekannt. Die Firma mit Sitz in Berlin sieht sich als Label von Künstlern für Künstler. Dieses gründeten sie nach ihrem Auszug aus ihrer Heimatstadt Stuttgart.

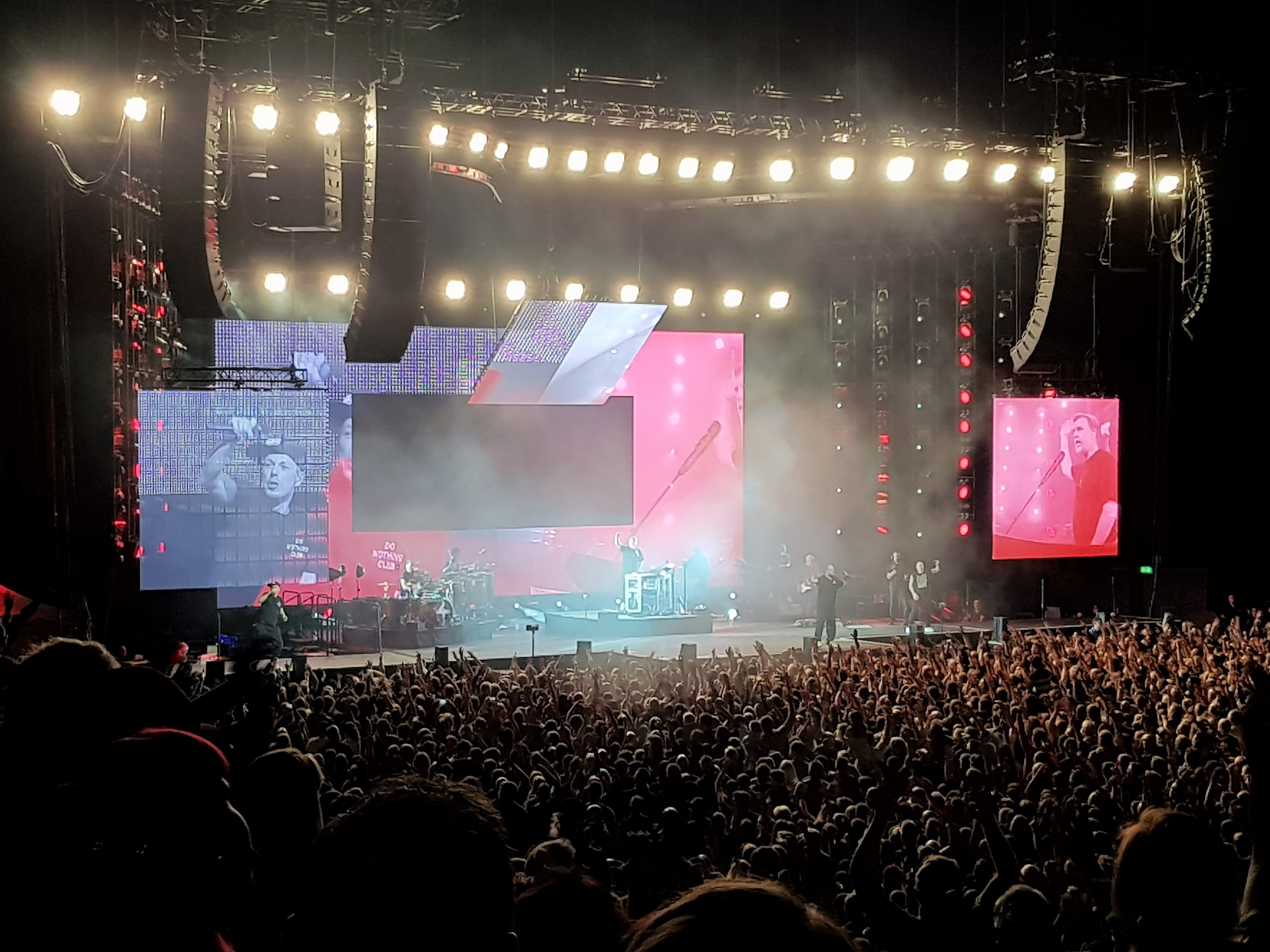
Konzert der Fantastischen Vier auf der „Captain Fantastic Tour“ am 15. Januar 2019 in der Lanxess Arena in Köln

Es dauerte drei weitere Jahre, bis Die Fantastischen Vier mit ihrem fünften Studioalbum 4:99 im April 1999 ihr erstes Album auf ihrem Label herausbrachten. Das Album stand zwölf Wochen in den deutschen Charts und erreichte Platz eins. Es wurden vier Singles ausgekoppelt. Nach dem Platz-2-Hit MfG – Mit freundlichen Grüßen wurden drei weitere Singles gleichzeitig veröffentlicht, die je einem der drei Rapper der Fantastischen Vier zugeordnet werden konnten: Le Smou (Smudo), Michi Beck in Hell (Michi) und Buenos Dias Messias (Thomas).
Im Jahr 2000 nahmen Die Fantastischen Vier ein MTV-Unplugged-Album in der Balver Höhle im Sauerland auf. Ende September 2004 veröffentlichten Die Fantastischen Vier das Album Viel. Die Tour VIEL-Unterwegs begann Ende November 2004. Im September 2005 wurde die DVD Viel Live mit einem Konzertmitschnitt und einer Tourdokumentation veröffentlicht. Im November 2005 erschien unter dem Titel Best of 1990–2005 das erste Best-of-Album der Gruppe. Die limitierte Edition enthielt eine Kassette, welche rare, unveröffentlichte Aufnahmen aus ihrer Anfangszeit, in der sie sich noch „Terminal Team“ nannten und auf Englisch rappten, beinhaltet. Die Fantastischen Vier liehen ihre Stimmen den vier Pinguinen in der deutschen Synchronisation der Animationsfilme Madagascar, Madagascar 2 und Madagascar 3.
Im April 2007 erschien das Album Fornika, dem die Singles Ernten, was wir säen vorausging und Einfach sein folgte. Im Mai und Juni spielte die Gruppe eine Clubtour unter dem Namen Fornika für dich, die sie unter anderem nach London, Paris und Minsk führte. Im November und Dezember folgte die Hallentournee Fornika für alle. Das Video zur im November 2007 veröffentlichten dritten Auskopplung Ichisichisichisich wurde im Rahmen eines Video-Wettbewerbs von einem Fan produziert. Eine Live-DVD zur Fornika für alle-Tour mit einem Mitschnitt der beiden Stuttgarter Konzerte wurde im April 2008 veröffentlicht; eine Woche vorher erschien mit Yeah Yeah Yeah eine weitere Single.
Den Fantastischen Vier wurde 2009 als erster Gruppe der Paul-Lincke-Ring der Stadt Goslar für ihre Verdienste im Bereich des deutschsprachigen Sprechgesangs überreicht. Am 25. Juli 2009 spielte die Gruppe auf dem Cannstatter Wasen in Stuttgart zum 20-jährigen Jubiläum ihres Bestehens vor ca. 60.000 Fans ein Konzert mit dem Namen Heimspiel. Die Band wurde dabei vom Orchester des staatlichen Bolschoi-Theaters aus Minsk begleitet.
Mit A Tribute to Die Fantastischen Vier erschien zum 20-jährigen Bestehen der Gruppe ein Tributealbum, auf dem diverse Künstler Titel von den Fantastischen Vier covern. Im Mai 2010 wurde das Album Für dich immer noch Fanta Sie veröffentlicht. Als Vorab-Singleauskopplung erschien Gebt uns ruhig die Schuld (den Rest könnt ihr behalten). Zwei Monate nach der Veröffentlichung wurde das Album für 100.000 verkaufte Einheiten mit einer Goldenen Schallplatte ausgezeichnet. Am 28. September 2010 gaben Die Fantastischen Vier weltweit ein Live-Konzert, das zusätzlich zum Vorführort per Direktübertragung in Kinos gesendet und in 3D vorgeführt wurde. Das Konzert fand im Steintor-Varieté in Halle (Saale) statt und war in rund 100 Kinos in Deutschland, Österreich und der Schweiz zeitgleich zu sehen. Im Juli 2012 nahmen Die Fantastischen Vier erneut ein MTV-Unplugged-Album, wieder in der Balver Höhle im Sauerland, auf.
2014 feierte die Band ihr 25-jähriges Bestehen. Im Oktober 2014 erschien ihr neuntes Studioalbum mit dem Titel Rekord. 2015 erschien mit Vier und jetzt (Best of 1990–2015) eine weitere Kompilation.
Smudo und Michi Beck waren von 2014 bis 2018 Coaches bei The Voice of Germany, von der vierten bis zur achten Staffel. 2014 ging ihre Kandidatin Charley Ann Schmutzler als Gewinnerin hervor. Im Jahr darauf gewannen die beiden zusammen mit Jamie-Lee Kriewitz erneut. 2019 gaben sie bekannt, dass sie kein Teil der neuen Jury sein werden.
Beck repräsentierte die Gruppe im deutschen Ableger des Charityprojekts Band Aid in einer übersetzten Version des Songs Do They Know It’s Christmas?, die am 21. November 2014 vorgestellt wurde.
Am 27. April 2018 erschien das zehnte Studioalbum Captain Fantastic. Im Vergleich zu den vorhergegangenen Alben enthält es weniger zeitlose, mehr gesellschaftskritische Texte und richtet sich gegen den weltweit zunehmend vorherrschenden Populismus.
Wie der Fernsehsender Sat.1 bekanntgab, werden Smudo und Michi Beck in der ab 2021 ausgestrahlten neunten Staffel The Voice Kids als Coaches teilnehmen.
Im Jahr 2022 verpflichteten sich die Fantastischen Vier als Werbepartner der Firma Bosch und traten in Videos der Kampagne LikeABosch auf.
Am 13. Januar 2023 veröffentlichten die Fantastischen Vier mit The Liechtenstein Tapes ein neues Studioalbum, auf dem sie sich 15 ihrer alten Hits neu gestalteten. In den Little Big Beat Studios in Liechtenstein wurden die Klassiker noch einmal aufgenommen und auf dem Album in einem „neuen zeitgemäßen Gewand“ präsentiert.
Im Juni desselben Jahres enthüllte Smudo, dass ihre 1997 gegründete Booking-Agentur Four Artists de facto von CTS Eventim geklaut worden war. Hintergrund war, dass die Band ursprünglich ihre bis dahin gut laufende Agentur ab 2017 zusammen mit Eventim betreiben wollte, was jedoch durch das Kartellamt untersagt worden war. Nachdem 2019 zunächst der Geschäftsführer gegangen war, kündigten später mehr als die Hälfte aller Mitarbeiter, die bei der neuen, anteilig Eventim gehörenden Agentur All Artists Agency unterkamen. Four Artists stellte daraufhin 2020 seine Aktivitäten ein. Die Band unternahm daraufhin rechtliche Schritte gegen diese Vorkommnisse.
Am 16. August 2024 erschien die Single Wie Weit. Das Album Long Player wurde am 4. Oktober 2024 veröffentlicht.

## Projekte
Megavier
Nach einem gemeinsamen Auftritt mit der Band Megalomaniax in der Frankfurter Batschkapp im Dezember 1993 wurde 1994 das Metal-/Hip-Hop-Projekt Megavier gegründet. Zu dieser Zeit war diese Art von Crossover in der Metal- und Alternative-Szene sehr beliebt. Im September 1994 wurde ein Album veröffentlicht, das ca. 80.000 Mal verkauft wurde. Nach der Veröffentlichung folgte eine Tour mit 20 Konzerten in Deutschland, Österreich und der Schweiz. Das Projekt wurde im November 1994 beendet.
Fantaventura
Bei Fantaventura handelt es sich anlässlich ihres 30-jährigen Jubiläums um ein Remake des Songs und Videos „Tag am Meer“ in Virtueller Realität (VR). Die Fantastischen Vier veröffentlichten damit die weltweit erste immersive VR-Erfahrung einer Band im so genannten 6 DoF-Radius. Im Jahr 2020 war dieses Projekt als Installation in der Sonderausstellung „TROY – 30 Jahre Die Fantastischen Vier“ im Stadtpalais Museum in Stuttgart zu sehen. Die Aufnahmen entstanden im Volucap Studio auf dem Gelände des Filmstudios Babelsberg.
Luca
Gemeinsam mit der neXenio GmbH, einer Ausgründung des Hasso-Plattner-Instituts, und einigen Kulturschaffenden, darunter Die Fantastischen Vier, wurde während der COVID-19-Pandemie die App Luca, eine Kontaktdatenverwaltung und Kontaktnachverfolgung, entwickelt.
FantiTown
FantiTown ist der offizielle Fanclub der Fantastischen Vier. Er bietet Mitgliedern exklusive Inhalte wie News, Fotos und Videos, sowie die Möglichkeit, an Gewinnspielen und Verlosungen teilzunehmen. Ein weiterer Vorteil der Mitgliedschaft ist der Vorverkauf für Konzerttickets und die Möglichkeit, an exklusiven Fanclub-Treffen teilzunehmen. FantiTown ist als virtuelle Welt gestaltet, die am Computer oder Smartphone besucht werden kann. Dabei setzt der Fanclub auf innovative Technologie, um den Fans ein immersives Erlebnis zu bieten und die Interaktion zu fördern.

## Sonstiges
Die Fantastischen Vier sind bekennende Anhänger des VfB Stuttgart. Sie spielten unter anderem auf der Meisterfeier 2007 und der Aufstiegsfeier 2017 des Vereins. Außerdem produzierten sie eine VfB-Hymne.

## Diskografie
Studioalben

| Jahr | Titel Musiklabel                                      | Höchstplatzierung, Gesamtwochen, AuszeichnungChartplatzierungen (Jahr, Titel, Musiklabel, Platzierungen, Wochen, Auszeichnungen, Anmerkungen) | Höchstplatzierung, Gesamtwochen, AuszeichnungChartplatzierungen (Jahr, Titel, Musiklabel, Platzierungen, Wochen, Auszeichnungen, Anmerkungen) | Höchstplatzierung, Gesamtwochen, AuszeichnungChartplatzierungen (Jahr, Titel, Musiklabel, Platzierungen, Wochen, Auszeichnungen, Anmerkungen) | Anmerkungen                                                  |
| Jahr | Titel Musiklabel                                      | DE | AT | CH | Anmerkungen                                                  |
| ---- | ----------------------------------------------------- | --- | --- | --- | ------------------------------------------------------------ |
| 1991 | Jetzt geht’s ab Columbia Records (Sony)               | DE22 a (21 Wo.)DE | — | — | Erstveröffentlichung: 27. August 1991                        |
| 1992 | 4 gewinnt Columbia Records (Sony)                     | DE3 ×3Dreifachgold · (44 Wo.)DE | AT3 Platin · (17 Wo.)AT | CH3 Gold · (20 Wo.)CH | Erstveröffentlichung: 28. August 1992 Verkäufe: + 825.000    |
| 1993 | Die 4. Dimension Columbia Records (Sony)              | DE14 Gold · (17 Wo.)DE | AT23 (2 Wo.)AT | CH27 (6 Wo.)CH | Erstveröffentlichung: 8. September 1993 Verkäufe: + 250.000  |
| 1995 | Lauschgift Columbia Records (Sony)                    | DE2 Platin · (38 Wo.)DE | AT10 Gold · (18 Wo.)AT | CH5 Gold · (22 Wo.)CH | Erstveröffentlichung: 10. September 1995 Verkäufe: + 550.000 |
| 1999 | 4:99 Columbia Records (Sony)                          | DE1 Gold · (26 Wo.)DE | AT1 (22 Wo.)AT | CH1 Gold · (21 Wo.)CH | Erstveröffentlichung: 26. April 1999 Verkäufe: + 275.000     |
| 2004 | Viel Four Music (Sony)                                | DE2 Platin · (27 Wo.)DE | AT2 Gold · (13 Wo.)AT | CH4 Gold · (12 Wo.)CH | Erstveröffentlichung: 27. September 2004 Verkäufe: + 235.000 |
| 2007 | Fornika Columbia Records (Sony BMG)                   | DE1 Platin · (50 Wo.)DE | AT4 Gold · (24 Wo.)AT | CH2 Gold · (22 Wo.)CH | Erstveröffentlichung: 6. April 2007 Verkäufe: + 225.000      |
| 2010 | Für dich immer noch Fanta Sie Columbia Records (Sony) | DE1 Platin · (37 Wo.)DE | AT2 (18 Wo.)AT | CH1 Gold · (20 Wo.)CH | Erstveröffentlichung: 14. Mai 2010 Verkäufe: + 215.000       |
| 2014 | Rekord Columbia Records (Sony)                        | DE1 ×3Dreifachgold · (21 Wo.)DE | AT4 Gold · (16 Wo.)AT | CH2 Gold · (17 Wo.)CH | Erstveröffentlichung: 24. Oktober 2014 Verkäufe: + 317.500   |
| 2018 | Captain Fantastic Columbia Records (Sony)             | DE2 Gold · (25 Wo.)DE | AT3 (14 Wo.)AT | CH1 (20 Wo.)CH | Erstveröffentlichung: 27. April 2018 Verkäufe: + 100.000     |
| 2024 | Long Player Rekord Music (Edel)                       | DE2 (10 Wo.)DE | AT5 (4 Wo.)AT | CH4 (4 Wo.)CH | Erstveröffentlichung: 4. Oktober 2024                        |

## Filmografie
- 1997: Nur für Erwachsenen!
- 2001: Was Geht
- 2003: Soloalbum (Gastauftritt)
- 2005: Madagascar (Synchronstimmen der Pinguine)
- 2008: Madagascar 2 (Madagascar: Escape 2 Africa, Synchronstimmen der Pinguine)
- 2012: Madagascar 3: Flucht durch Europa (Madagascar 3: Europe’s Most Wanted, Synchronstimmen der Pinguine)
- 2014: Die Pinguine aus Madagascar (Penguins of Madagascar, Synchronstimmen der Pinguine)
- 2019: Wer 4 sind (Dokumentarfilm)
- 2022: Die Fantastischen Vier - Helden des Hip-Hop (Dokumentarserie)
- 2024: Fanta Vier Forever, Baby!?! (Dokumentarfilm und mehrteiliger Podcast)

## Auszeichnungen
1 Live Krone
- 2007: „Bestes Album“ (Fornika)
- 2009: „Lebenswerk“
- 2010: „Bestes Album“ (Für Dich immer noch Fanta Sie)
- 2011: „Bester Live-Act“
- 2018: „Beste Single“, Zusammen, feat. Clueso

Bravo Otto
- 2000: „Bronze“ „Hip Hop National“
- 2004: „Silber“ „Hip Hop National“

Comet
- 1996: „Live Act“
- 1999: „Video National“ (Mfg)
- 2004: „Video National“

ECHO Pop
- 1992: „Nachwuchspreis“
- 1996: „Videoclip national“ (Sie ist weg)
- 2000: „Gruppe National/International Rock/Pop“
- 2005: „Gruppe National Hip Hop/R&B“
- 2008: „Beste Gruppe National Rock/Pop“

Weitere
- 1993: RSH-Gold „Nachwuchspreis“ (Die da!?!)
- 2009: Paul-Lincke-Ring
- 2009: Deutscher Musikautorenpreis
- 2010: Goldene Kamera „Beste Musik National“
- 2010: Live-Entertainment-Award „Konzert des Jahres 2009“
- 2014: Deutscher Radiopreis „Sonderpreis des Beirates“
- 2014: Bambi „Beste Musik National“
- 2015: GQ – Gentlemen’s Quarterly – GQ Männer des Jahres „Musik national“
- 2015: Munich Olympic Walk of Stars
- 2016: Deutscher Nachhaltigkeitspreis „Ehrenpreis“
- 2016: Fred-Jay-Preis
- 2018: Medienpreis für Sprachkultur
- 2018: Jacob-Grimm-Preis Deutsche Sprache
- 2025: Berliner Bär (B.Z.-Kulturpreis)[25]